# Чентро 14 (Рим)
Чентро 14 је насеље у Италији у округу Рим, региону Лацио.
Према процени из 2011. у насељу је живело 72 становника. Насеље се налази на надморској висини од 4 м.